# جاك كيث موراي
جاك كيث موراي (بالإنجليزية: Jack Keith Murray)‏ هو موظف مدني أسترالي، ولد في 8 فبراير 1889، وتوفي في 10 ديسمبر 1979.